# Amblyaspis
Amblyaspis är ett släkte av steklar som beskrevs av Förster 1856. Amblyaspis ingår i familjen gallmyggesteklar.

## Dottertaxa tillAmblyaspis, i alfabetisk ordning[1][2]
- Amblyaspis abas
- Amblyaspis aliena
- Amblyaspis angustula
- Amblyaspis belus
- Amblyaspis bilineatus
- Amblyaspis borneoensis
- Amblyaspis brunnea
- Amblyaspis californica
- Amblyaspis caramba
- Amblyaspis cariniceps
- Amblyaspis crates
- Amblyaspis ctesias
- Amblyaspis dalhousianus
- Amblyaspis dolichosoma
- Amblyaspis drypetis
- Amblyaspis ecuadoriensis
- Amblyaspis elgonensis
- Amblyaspis flavibrunnea
- Amblyaspis forticornis
- Amblyaspis furius
- Amblyaspis fuscicornis
- Amblyaspis glistrupi
- Amblyaspis golbachi
- Amblyaspis kaszabi
- Amblyaspis koreana
- Amblyaspis lasiophila
- Amblyaspis longiventris
- Amblyaspis nana
- Amblyaspis nereus
- Amblyaspis nodicornis
- Amblyaspis norvegica
- Amblyaspis occidentalis
- Amblyaspis otreus
- Amblyaspis pallipes
- Amblyaspis papuana
- Amblyaspis peterseni
- Amblyaspis petiolata
- Amblyaspis polaszeki
- Amblyaspis prorsa
- Amblyaspis roboris
- Amblyaspis ruficornis
- Amblyaspis rufistilus
- Amblyaspis rufithorax
- Amblyaspis rufiventris
- Amblyaspis scelionoides
- Amblyaspis scutellaris
- Amblyaspis strandi
- Amblyaspis subcarinata
- Amblyaspis thoracica
- Amblyaspis triangularis
- Amblyaspis tritici
- Amblyaspis walkeri
- Amblyaspis whitmani
- Amblyaspis vitellinipes